# Asteroidenfamilie
Eine Asteroidenfamilie ist eine Gruppe von Asteroiden mit ähnlichen Bahnelementen und einer überwiegend ähnlichen mineralogischen Zusammensetzung. Asteroidenfamilien entstehen wahrscheinlich durch einen Einschlag eines Asteroiden auf einem anderen Asteroiden, Mond oder Planeten. Sie werden daher auch als Kollisionsfamilien bezeichnet. Bei  Kraterfamilien bleibt auf einem Kollisionspartner nur ein oder mehrere Krater zurück, während bei normalen Familien beide Partner zerstört werden und neue Asteroiden bilden.

## Entdeckung

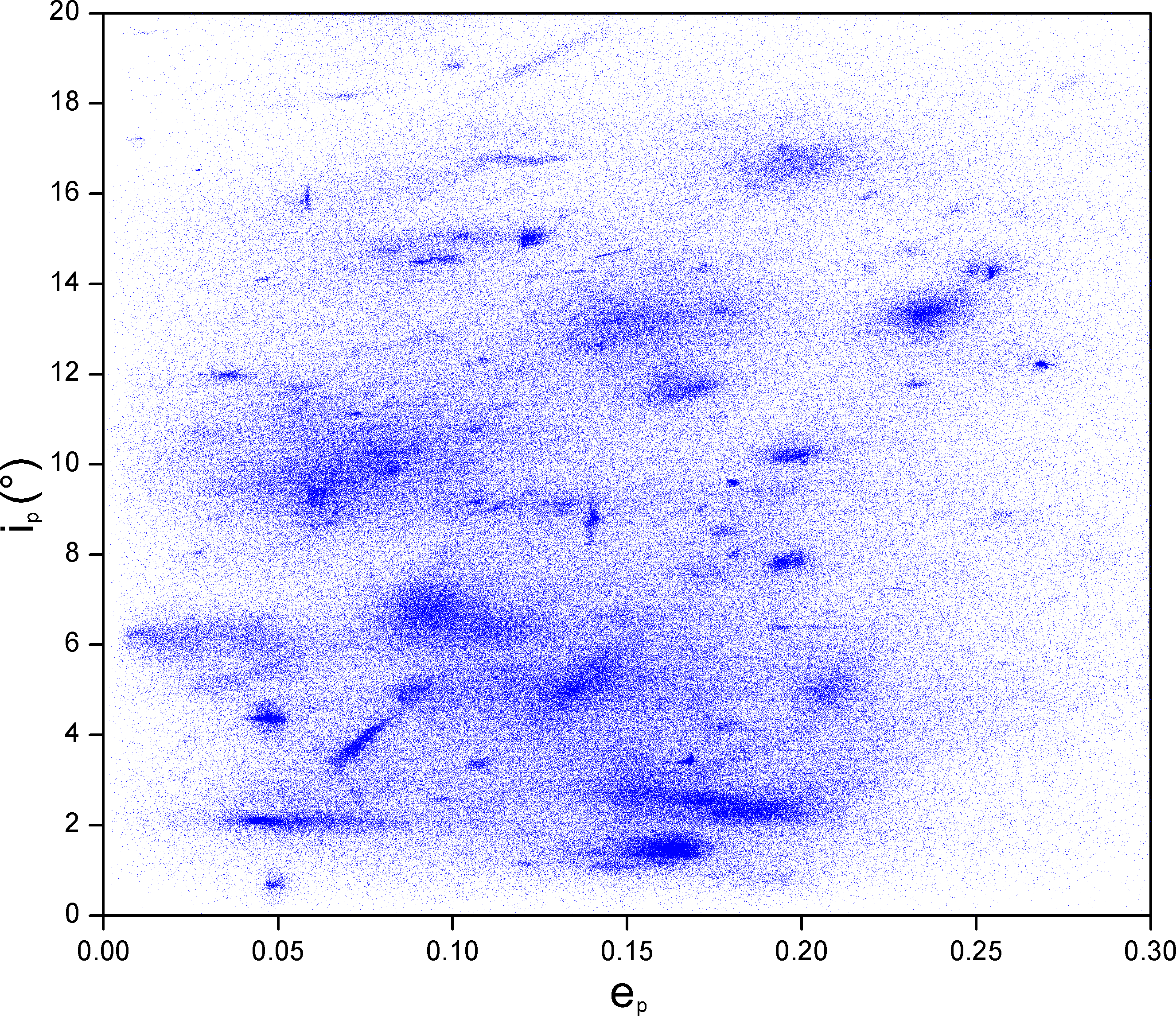
Darstellung der Bahnelemente Inklination versus Exzentrizität für nummerierte Asteroiden.

Asteroidenfamilien werden durch eine größere Häufigkeit in Diagrammen der Bahnelemente von Asteroiden gefunden. Zu den Bahnelementen gehören die Länge der großen Halbachse, die Exzentrizität, die Inklination, die Länge des aufsteigenden Knotens und das Argument der Periapsis. Bei rechnergestützten Methoden werden häufig abgeleitete Bahnelemente beim Clustering verwendet um dem Fluch der Dimensionalität zu vermeiden. Eine Zuordnung eines Asteroiden zu einer Familie ist trotz annähernd identischer Bahnelemente nicht sicher, da der Parameterraum auch zufällig durch Hintergrundobjekte gefüllt ist. Gehört ein Asteroid einer Familie spektroskopisch zu einer anderen Klasse so wird er als Interlooper bezeichnet, weil die Zugehörigkeit zur Familie zweifelhaft ist.
Die erste Beschreibung von Familien gelang dem japanischen Astronom Kiyotsugu Hirayama im Jahre 1918. Ihm zu Ehren werden die von ihm entdeckten Familien als Hirayama-Familien bezeichnet. Durch automatische Durchmusterungen sind heute über hundert Asteroidenfamilien bekannt und weitere werden vermutet.

## Entstehung und Entwicklung
Asteroidenfamilien entstehen durch die Kollision eines Asteroiden mit einem anderen planetaren Körper. Dabei können beide Partner zerstört werden oder bei einem kommt es zu einem oder mehreren Einschlagkratern. Als Beispiel für Letzteres gilt die Familien der Vestian ((4) Vesta) sowie die Familien um die Asteroiden um (2) Pallas, (10) Hygiea sowie (20) Massalia. Bei den meisten Familien kann dagegen kein überlebender größerer Asteroid gefunden werden und bei diesen sind die Ursprungskörper wahrscheinlich komplett zerstört worden. Nach dem Einschlag akkretieren die Überreste zu Rubble Piles (dt. Schutthaufen) mit unterschiedlicher mineralogischen Zusammensetzung.
Junge Familien haben ein Alter von einigen tausend Jahren. Das Alter wird bestimmt durch eine Rückrechnung der Bahnelemente, die zu einem Kollisionspunkt führen. Das maximal nachweisbare Alter von Asteroidenfamilien liegt bei ungefähr zwei Milliarden Jahren. Danach führen kleine Änderung in den Bahnelementen zu einer Verteilung, die nicht mehr vom Hintergrund unterschieden werden kann. Die Änderung der Bahnelemente werden von nahen Begegnungen an planetaren Körper und dem YORP-Effekt verursacht.

## Ghost families
Als Geisterfamilien werden Asteroidenfamilien bezeichnet, die über nur wenige Mitglieder verfügen, sich nur schwach aus dem Hintergrund hervorheben und ein hohes dynamisches Alter aufweisen. Als ein Beispiel gilt eine Gruppe um den Asteroiden (918) Itha. Die Ghost families zeigen häufig eine nur eingeschränkte Verteilung im Durchmesser der Mitglieder im Gegensatz zu normalen Familien. Dies wird auf die größenabhängige Wirkung des YORP-Effektes zurückgeführt.